# Jean Lurçat

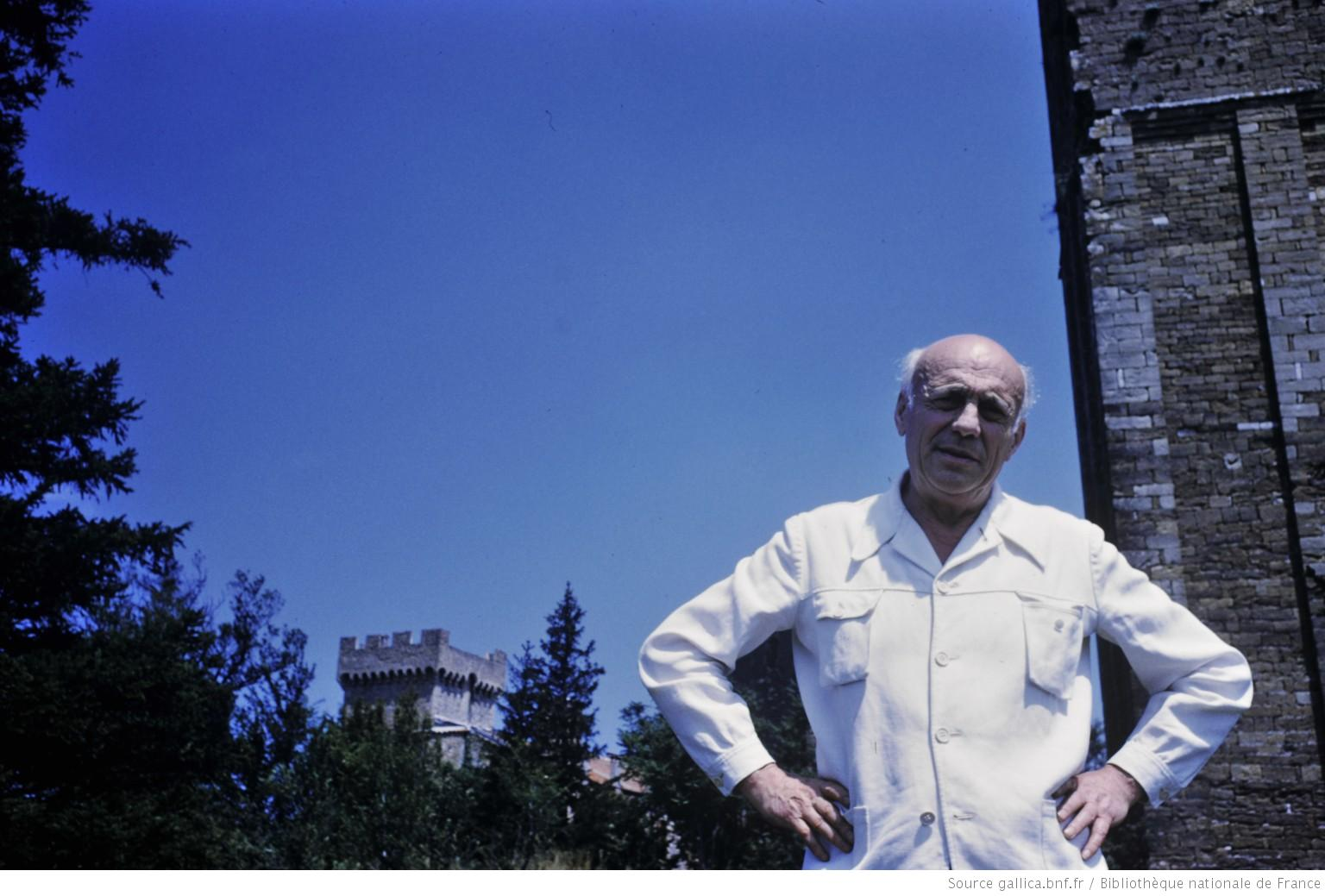
Porträtt av Jean Lurçat, av Roger Pic

Jean Lurçat, född den 1 juli 1892 i Bruyères, Frankrike, död den 6 januari 1966 i Saint-Paul de Vence, var en fransk målare och en av den moderna gobelängkonstens pionjärer.

## Biografi
Efter sin gymnasieutbildning på Épinal, började Lurçat på La Faculté des sciences de Nancy för att studera medicin. Han lämnade dock denna utbildning och flyttade till Schweiz och sedan Tyskland (München), där han började på en workshop hos Victor Prouvé, chef för École de Nancy.
År 1912 återvände Lurçat till Paris där han först började vid Académie Colarossi, och sedan på gravören, Bernard Naudins seminarium. Han träffade nu konstnärer som Matisse, Cézanne och Renoir.
Efter att på grund av skada ha hemförlovats från första världskriget gjorde Lurçat 1917 sina första gobelänger. År 1921 träffade han Louis Marcoussis, han upptäckte Picasso och Max Jacob, och följande år, skapade han sin femte väv. År 1926 ställde han ut i Paris och Bryssel, samt deltog i samlingsutställningar i Wien, Paris, och Antwerpen. Hans berömmelse började nu sedan flera artiklar ägnats åt honom.
Lurçat anslöt sig först till kubismen, därefter till surrealismen och har som gobelängkonstnär från 1930-talet tillämpat en dekorativ surrealism med bladverk, solar och galliska tuppar som favoritmotiv.
Genom Lurçats insats, framför allt i Aubusson, har den vävda tapeten i Frankrike genomgått en radikal förnyelse.

## Utmärkelser och hederbetygelser
- 1947: VD för Association of Painters - cartonniers Tapestry, som han grundade tillsammans med Marc Saint-Saëns och Jean Picart Le Doux,
- 1959: Invald ledamot av Kungliga Akademin Belgien,
- 1959: Invald medlem av National Academy of Fine Arts i Portugal,
- 1961: vald till ordförande för det internationella centret för antika och moderna Tapestry (Citam) i Lausanne, som var en av grundarna,
- 1964 invald i Konstakademien i Paris.
- 1966 års upplaga av ett frimärke som uppmärksammar hans död,
- I Frankrike, bär mer än 20 institutioner Jean Lurçats namn, inklusive skolan i Saint-Laurent-les-Tours, gymnasiet i Saint-Cere, en offentlig institution i det 13:e arrondissementet i Paris, samt Heathers som är plats för en av hans statyer vid ingången till skolan som bär hans namn.